# Разпространение на будизма по пътя на коприната
Навлизането на будизма в Хански Китай по пътя на коприната започва през първи или втори век от новата ера. Първите документирани опити на будистки монаси (всичките некитайци) са от втори век н.е., вероятно като резултат от разширяването на Кушанската империя в китайска територия в областта на Таримския басейн 
Прекият контакт между централноазиатския и китайския будизъм продължава от трети до седм век през периода на династията Тан. От четвърти век и нататък след поклонническите пътувания на (395 – 414) и по-късно Сюан Цзян (629 – 644) китайските поклонници започват да пътуват до северна Индия, техен източник на будистки учения заради достъпа до оригинални писания.
По-голямата част от земите, през които преминава пътя свързващ Северна Индия и Китай по това време са под властта на будистката Кушанска империя, а по-късно на ефталитите, вижте също Гандхара.
По-късно, през седми век до Китай достига от Индия тантричния будизъм или Ваджраяна. По същия начин през осми век е и установяванто на тибетския будизъм като част от Ваджраяна. По това време обаче ролята на пътя на коприната като мост за преноса на будизма започва да намалява докато ислямът завладява Трансоксиана и в резултат се появява Уйгурския хаганат през 40-те години на осми век.
По това време будизмът в Индия е в упадък поради ислямската инвазия в индийския субконтинент от една страна и поради възраждането на пураничния индуизъм от друга страна. В същото време през девети век в епохата Тан китайският будизъм е подложен на преследване, но не преди на свой ред да даде началото будистки традиции в Корея и Япония.

## Преносът на будизма

### Първи контакти
Будизмът влиза в Китай по пътя на коприната. Пренасят го будистки монаси, пътуващи по този път заедно с търговците и разпространявали новото учение. Доходоносната търговия с коприна по този маршрут започва при династията Хан (206 г. пр.н.е. – 220 г.) през установената от Александър Велики система от елинистични царства (323 г. пр.н.е. – 63 г. пр.н.е.) и търговски връзки, простиращи се от Средиземно море до територията на съвременните Афганистан и Таджикистан до Александрия Ескате на границата с Китай. Могъщите гръко-бактрийски кралства (250 г. пр.н.е. – 125 г. пр.н.е.) в днешен Афганистан, а по-късно индо-гръцки кралства (180 г. пр.н.е. – 10 г.г.) практикували гръко-будизъм и били първото средище по пътя на коприната в течение на почти 300 години.
Преминаването на будизма в Китай по пътя на коприната започва през първи век от новата ера с полулегендарната помощ на мисия, изпратена на запад от китайския император Мин от династията Хан (58 – 75 г.):

Можем да заключим, че пътешествениците и поклонниците са пренесли будизма по пътищата на коприната, но дали това е започнало в най-ранния период когато тези пътища са отворени около стотната година от новата ера е въпрос, който трябва да остане отворен. Най-ранните преки свидетелства за будистко присъствие са от първи век, но те включват агиографични елементи и не са непременно достоверни или точни.

Широките контакти обаче започват през втори век, вероятно като последица от експанзията на гръко-будистката Кушанска империя в китайска територия в Таримския басейн с усилията на многобройни будистки монаси в китайските земи. Първите мисионери и преводачи на китайски са били от Партското царство, Кушан, Согдиана или са били Тохари.

### Централноазиатски мисии
В средата на втори век Кушанската империя, управлявана от цар Канишка със столица Пурушапура (днес индийския град Пешавар) се разширява към централна Азия и излиза отвъд региона на Кашгар, Кхотан и Ярканд в Таримския басейн днешен Синдзян. В резултат културният обмен се засилва много, а не след дълго започват активни централноазиатски будистки мисии. Отличават се преводачите от градове като Луоян и Нанкин. Били представени както Хинаяна, така и Махаяна текстове. От това време са известни тридесет и седем преводачи, между които:
- Ан Шигао, партски принц, който прави първите известни преводи на Хинаяна текстове на китайски език (148 – 170).
- Локасема – будистки монах от Кушан, който първи превежда Махаяна текстове на китайски език (167 – 186).
- Жи Яао (ок. 185), кушански монах от второто поколение преводачи след Локасема.
- Жи Куан (220 – 252) кушански монах, чийто дядо се установил в Китай през 168 – 190.
- Дхармаракша (265 – 313), кушанец, чието семейство от поколения е живяло в Дунхуан.
- Кумараджива (ок. 402) кучеански монах, един от най-важните преводачи.
- Фотуден, централноазиатски монах от 4 век, който става съветник на китайския съд
- Бодхидхарма (440 – 528), основател на школата Чан и легендарен създател на физическите тренировки в манастира Шао Лин довели до създаването на Шаолинското Кунг Фу.
- Джнанагупта (561 – 592), монах и преводач от Гандхара.
- Шикшананда (652 – 710), монахот Удияна, Гандхара.
- Праджня, монах и преводач от Кабул, живял ок 810. Обучава в санскритски текстове японеца Кукай, бъдещ основател на школата Шингон.

### Ранни преводи
Първите документирани преводи на будистки текстове на китайски се появяват през 148 г. с пристигането на монаха Ан Шигао, който е бивш партския принц. Той започва да организира строителството на храмове в Луоян и превеждането на будистки текстове на китайски и това е началото на вълна на активното разпространение на будизма в централна Азия, което продължава през следващите векове. Ан Шигао превежда основни будистки учения, будистки медитации и абхидхарма. Ан Зуан е партски светски практикуващ, който работи заедно с Ан Шигао и превежда ранни Махаяна текстове за пътя на бодхисатва.
Ученията на Махаяна били широко разпрстранявани от пристигналия от древното будистко кралство Гандхара кушанския монах Локасена в периода 164 – 186 г. Локасена превежда важни Махаяна сутри като Праджняпарамита Сутра, а също и редки ранни Махаяна сутри по такива теми като самадхи и медитация върху Буда Акшобхя. Тези ранни преводи на Локасена носят прозрение през ранния перид на Махаяна.

### Ролята на търговците
През пети и шести век търговците изиграли важна роля в пренасянето на религиозни идеи, в това число и будистки. Търговците откриват в будизма морално-етични учения, които се оказали привлекателна алтернатива на предишните религии. В резултат търговците започват да поддържат будистките манастири по пътя на коприната. В замяна манастирите им предоставят места за пребиваване по пътя между градовете и търговците започват да разпространяват будизма по своя път.. Също така търговците подпомагат установяването на диаспора сред общностите с които се срещат по пътя си и с течение на времето това стават будистки култури. Впоследствие такива общности стават център на книжовност и култура с добре организирани пазари, жилища и слкадове. По същество преносът на будизма по пътя на коприната приключва около седми век поради настъпването на исляма в централна Азия.

### Упадък
Залезът на будизма в централна Азия започва през седми век със завладяването на Трансоксиана от мюсюлманите. Повратен момент е битката при Талас през 751 г. Тези събития водят и до изчезването на местната Тохарска будистка култура в Таримския басейн през осми век.
От девети век и нататък различните оцелели будистки школи в Китай започват да се развиват независимо една от друга. Енергичната китайска култура последователно поглъща будистките учения докато накрая се развива силен китайски партикуларизъм.
В източната част на Таримския басейн централноазиатският будизъм оцелява през следващия средновековен период като религия на уйгурите. Будизмът става една от религиите на Монголската империя и Чагатайското ханство, а през ойратите в крайна сметка става и религията на калмиките, които през 17-те век се установяват край Каспийско море.